# Kitty Spencer
Lady Kitty Eleanor Spencer (* 28. Dezember 1990 in London, England) ist ein britisches It-Girl, Model und im Bereich Charity tätig. Sie ist eine Nichte von Prinzessin Diana.

## Biografie
Spencer ist die älteste Tochter von Charles Spencer, Viscount Althorp und seiner ersten Ehefrau Victoria Lockwood. Lord Althorp folgte 1992 seinem Vater als 9. Earl Spencer nach, und übersiedelte 1995 mit seiner Familie nach Südafrika. Als Tochter eines Earls führt sie die Höflichkeitsanrede Lady. Nach der Scheidung ihrer Eltern 1997 kehrte ihr Vater nach England zurück, um sich um das Familienanwesen Althorp zu kümmern, während Kitty Eleanor bei ihrer Mutter in Südafrika blieb. Sie besuchte das Reddam House, eine Privatschule in Kapstadt. Ihre Kindheit verbrachte sie fernab des Medienrummels.
Einen ihrer ersten öffentlichen Auftritte hatte sie 2007, als sie an der Seite ihrer Cousins Prinz William und Prinz Harry eine Gedenkveranstaltung zu Ehren von Diana, Princess of Wales besuchte. 2009 war sie Debütantin beim exklusiven Bal des débutantes im Hôtel de Crillon. Zusammen mit ihrem Vater und ihren Geschwistern wohnte sie 2011 der Hochzeit von Prinz William und Catherine Middleton bei, und auch bei der Hochzeit von Prinz Harry und Meghan Markle gehörte sie zur Hochzeitsgesellschaft.
Nach ihrem Schulabschluss studierte Spencer an der Universität Kapstadt Psychologie, Politik und englische Literatur. 2012 zog sie nach London, wo sie an der Regent's University London einen Masterabschluss in Luxury Brand Management erlangte. Sie steht als Model bei Storm Model Management unter Vertrag  und zierte mehrmals das Cover der britischen High-Society-Zeitschrift Tatler, von der sie 2014 zur begehrtesten Junggesellin gekürt wurde. Im Februar 2017 lief sie bei der Milan Fashion Week für Dolce & Gabbana auf dem Laufsteg, und im August 2017 gelangte sie auf das Cover der Vogue Japan. Sie wurde 2018 Schirmherrin der Wohltätigkeitsorganisation Give Us Time, für die sie seit 2014 bislang als Botschafterin und Trustee tätig war. 2016 wurde sie zur Botschafterin von Centrepoint ernannt, einer Wohltätigkeitsorganisation mit Prinz William als Schirmherr.
Spencer heiratete am 25. Juli 2021 den aus Südafrika stammenden Millionär Michael Lewis (* 1959) in der nahe Rom gelegenen Villa Aldobrandini. Am 10. März 2024 gab sie via Instagram bekannt, dass beide Eltern geworden seien. Für Spencer ist es das erste Kind. Lewis hat bereits drei erwachsene Kinder aus einer vorangegangenen Ehe.